# Tabula rasa (philosophie)
Pour les articles homonymes, voir tabula rasa.
Tabula rasa (littéralement : table rase) est un concept philosophique épistémologique selon lequel l'esprit humain naîtrait vierge et serait marqué, formé, « impressionné » (au sens d'« impression sensible ») par la seule expérience. La principale caractéristique de l'esprit serait sa passivité face à l'expérience sensible. Il s'agit donc d'un concept opposé à l'innéisme des idées, et à l'activité de l'esprit.
Ce sens ontologique du terme tabula rasa doit être distingué de son sens actif ou méthodologique - en référence à expression « faire table rase » qui est relativement récente car datant du XIXe siècle - les deux n'étant pas nécessairement liés dans la même théorie. Des philosophes comme Bacon, Descartes ou Locke reconnaissent par exemple certains caractères innés à l'esprit humain, mais considèrent essentiel d'opérer une purification de ce même esprit pour y distinguer les traits fondamentaux des traits accidentels.

## Antiquité

### Platon
Dans le Théétète, Platon utilise la métaphore de la tabula rasa pour la première fois. S'interrogeant sur la nature de la connaissance et sur les causes des jugements faux, Platon émet l'hypothèse qu'il y a dans nos âmes des « tablettes de cire, plus grandes en celui-ci, plus petites en celui-là, d'une cire plus pure dans l'un, dans l'autre moins, trop dure ou trop molle en quelques-uns, en d'autres tenant un juste milieu ». Platon se réfère ici aux tablettes que les Grecs comme les Romains utilisaient comme support de l'écriture la tabula qu'ils grattaient avec l'extrémité plate du poinçon pour y effacer ce qui y avait été écrit auparavant et l'araser, ce qui la rendait réutilisable. Chez Platon la tablette contenue dans l'âme joue le rôle de mémoire : elle conserve toutes les empreintes de ses sensations et de ses réflexions reçues par l'homme afin qu'il ne les oublie pas. Ainsi la capacité d'apprendre et de porter des jugements corrects sur les choses dépend de la qualité de la cire dont est constituée la tablette : quand celle-là « est profonde, en grande quantité, bien unie et bien préparée, les objets qui entrent par les sens et se gravent dans ce cœur de l'âme [...] y laissent des traces distinctes, d'une profondeur suffisante, et qui se conservent longtemps ; et alors on a l'avantage, en premier lieu, d'apprendre aisément, ensuite de retenir ce qu'on a appris, enfin de ne pas confondre les signes des sensations, et de porter des jugements vrais.

### Aristote
Aristote emploie à son tour l'image dans son traité De l'âme pour représenter l'intelligence ou intellect (noûs) :

« Il a été dit plus haut que l’intelligence est en puissance comme les choses mêmes qu’elle pense, sans en être aucune en réalité, en entéléchie, avant que de les penser. Il en est ici comme d'une tablette (grammateion) où il n'y a rien d'écrit en réalité, en entéléchie ; et c'est là le cas même de l'intelligence,. »

Ce qui est suggéré dans ce passage c'est que l'intellect n'existe pas avant les choses qu'il pense ou les affections qu'il reçoit, mais naît en même temps qu'elles. L'âme ne penserait donc que pour autant qu'elle reçoit des affections du monde extérieur, sans quoi elle ne serait rien du tout.
Cependant, Aristote ajoute dans le chapitre suivant que l'âme se distingue elle-même en intellect agent et intellect patient : celui-ci correspondrait alors à la tablette vierge sur laquelle viennent s'inscrire les affections des sens, mais qui ne peut pas vraiment être actif sans le support de l'autre intellect qui, lui, semble exister de tout temps.
En dépit de l'obscurité et de la complexité du texte du traité De l'âme, c'est à celui-ci et plus globalement au nom d'Aristote que l'on associe traditionnellement la métaphore de la table rase et la théorie empiriste de la connaissance qui en découle. Le sceptique Pierre Charron peut ainsi écrire au début du XVIIe siècle que selon Aristote l'âme rationnelle obtient la sagesse « par réception & acquisition venant dehors par les sens, estant de soy une carte blanche & vuide ».

### Stoïcisme
Si Platon et Aristote ont été les premiers à se servir de la figure de la table rase dans le cadre de leur théorie de la connaissance, il faut attribuer véritablement aux stoïciens son premier usage systématique dans le cadre d'une doctrine philosophique. La logique stoïcienne distingue entre l'imagination qui est « une affection qui se produit dans l'âme, mais sans qu'il y ait un objet pour la frapper » et la représentation qui est « une impression, une marque venant de ce qui existe et telle qu'elle ne pourrait naître de ce qui n'existe pas », équivalente à « l'empreinte née des bagues sur de la cire ». Celle-ci seule peut être la source d'une connaissance véritable : seule la représentation qui est correspondante aux objets réels qu'elle fait connaître peut produire la compréhension (katalêpsis, lat. comprehensio) dont naît l'assentiment de l'esprit (sunkatathesis). C'est de cette représentation que sont aussi issus les notions et les concepts : « en effet, vient d'abord la représentation, puis la pensée discursive propre à énoncer ce dont la représentation est l'expression, et à l'exprimer par un concept ».

### Alexandre d'Aphrodise
Le péripatéticien Alexandre d'Aphrodise du IIe siècle a produit une synthèse paradoxale de la position d'Aristote et des stoïciens vis-à-vis de la connaissance. Sous l'influence de ceux-ci qu'il combattit par ailleurs dans ses traités Du destin et De la providence, Alexandre réinterprète la théorie de la connaissance aristotélicienne en mettant particulièrement l'accent sur ce qu'il appelle intellect en puissance ou intellect matériel (nous hylikos) et qu'il définit comme une « aptitude à être le réceptacle des formes, ressemblant à une tablette non écrite, ou plutôt à la "non-écriture" d'une tablette [...] car la tablette est déjà l'un des êtres ». Commun à l'ensemble des êtres humains, l'intellect matériel est comparé à l'âme d'un disciple prête à tout apprendre de son maître. De plus, le fait que chez Alexandre l'intellect agent soit considéré comme séparé des autres types d'intellect et comme « [venant] en nous du dehors » contribue à faire de l'intellect matériel propre à tout être humain quelque chose de purement passif qui reçoit son contenu d'un ailleurs. La lecture faite par Alexandre d'Aphrodise de la théorie aristotélicienne de l'âme eut une influence considérable sur la philosophie islamique et, partant, aussi sur la réception d'Aristote au Moyen Âge.

## Moyen Âge
Les philosophes islamiques du Moyen Âge comme Al-Fârâbî, Avicenne ou Averroès reprennent pour leur compte la théorie esquissée dans le traité aristotélicien pour lui donner un développement plus étendu. Donc, pour Avicenne l'intelligence en tant que table rase est une pure puissance qu'on actualise par le biais de l'éducation ; l'intellect lui-même se forme à partir d'un intellect matériel qui lui apporte les connaissances qui le font accéder à l'état d'intellect agent. S'inspirant d'Avicenne, Ibn Tufayl décrit dans sa nouvelle Hayy ibn Yaqdhan (Le Philosophe autodidacte) l'histoire du développement de l'intelligence d'un enfant sauvage qui passe de l'état de tabula rasa à l'état adulte dans une situation d'isolement intégral vis-à-vis de toute société humaine. La traduction anglaise de cette nouvelle, parue en 1671, sera lue par Locke qui en tirera inspiration pour son interprétation personnelle du concept.
La définition de l'intellect hylique ou matériel est aussi au centre du Grand Commentaire du De Anima par Averroès. Le philosophe y polémique avec l'interprétation alexandrinienne d'Aristote, jugée trop matérialiste par le cordouan car elle fait de l'intellect matériel un pur produit corruptible de la complexion du corps organique, alors qu'il est pour lui aussi incorruptible et éternel que l'Intelligence agente. Au XIIIe siècle, le philosophe scolastique Thomas d'Aquin adopte à son tour la théorie aristotélicienne et avicennienne de l'intellect patient dans sa propre réflexion. C'est à lui qu'est due la phrase « Nihil est in intellectu quod non sit prius in sensu » (« rien n'est dans l'intelligence qui ne soit d'abord dans les sens »).

## Époque moderne

### Bacon
Francis Bacon ne pense pas que l'âme humaine soit à la naissance comme une tablette vierge ; il affirme au contraire qu'elle est comme un « miroir enchanté » (enchanted glass) qui déforme les images qui viennent se refléter sur sa surface, mais qui pour cette raison doit être corrigée par une méthode appropriée de manière que l'esprit puisse percevoir les choses extérieures comme elles sont. Bacon critique donc la doctrine aristotélicienne de l'âme comme réceptacle passif des sensations, mais il garde néanmoins l'exemple de la table rase pour exprimer l'opération qu'on doit accomplir pour obtenir une image plus objective de la réalité :

« On ne peut écrire rien de nouveau sur une tablette de cire jusqu'à ce qu'on n'ait effacé ce qu'il y était écrit auparavant. Il en va tout autrement avec l'esprit, car on ne peut y  effacer les signes anciens qu'après y avoir écrit les nouveaux. »

### Descartes
S'inspirant de Bacon, Descartes développe lui aussi une conception de la tabula rasa dans son sens actif : il s'agit alors du doute méthodique visant à se défaire des préjugés. Il faut « abandonner les croyances des choses qui ne sont pas entièrement certaines et indubitables aussi prudemment que celles qui sont entièrement fausses » pour repartir sur d'autres bases plus stables.
Cependant, Descartes n'emploie jamais dans ses textes le terme « table rase » ou l'un de ses synonymes, et il ne croit pas non plus que l'esprit ou l'entendement lui-même puisse être décrit comme une tablette vierge qui reçoit des sens tout son contenu. En bon platonicien, il affirme au contraire l'existence d'idées innées dans l'esprit que le doute méthodique permet de voir de manière claire et distincte, par exemple l'idée de l'ego ou l'idée de Dieu.
Au XVIIIe siècle, Condorcet fera sienne l'idée du doute méthodique de Descartes tout en radicalisant sa portée :

« [Bacon] veut que le philosophe, jeté au milieu de l'univers, commence par renoncer à toutes les croyances qu'il a reçues, et même à toutes les notions qu'il s'est formées, pour se recréer, en quelque sorte, un entendement nouveau, dans lequel il ne doit plus admettre que des idées précises, des notions justes, des vérités dont le degré de certitude ou de probabilité ait été rigoureusement pesé. »

### Hobbes
L'idée de la table rase est très présente aussi chez Thomas Hobbes. L'empiriste britannique se plaint dès 1650 du défaut qui fait que l'esprit humain ait « difficulté d'apprendre et de s'instruire » et l'explique en ces termes :

« Si donc les esprits des hommes étaient comme un papier blanc ou comme une table rase, ils seraient également disposés à reconnaître la vérité de tout ce qui leur serait présenté suivant une méthode convenable et par de bons raisonnements ; mais lorsqu'ils ont une fois acquiescé à des opinions fausses et les ont authentiquement enregistrées dans leurs esprits, il est tout aussi impossible de leur parler intelligiblement que d'écrire lisiblement sur un papier déjà barbouillé d'écriture. »

La métaphore de la feuille de papier vierge (clean paper) revient aussi plus tard dans le Léviathan. Pour répondre à l'objection selon laquelle le peuple vulgaire ne serait pas capable de comprendre les justes principes du gouvernement, Hobbes déclare que cela est la faute de l'influence exercée par le gouvernement et par les savants, car « les esprits des gens du commun, à moins que ces esprits n'aient été corrompus par la dépendance à l'égard des puissants, ou qu'ils n'aient été griffonnés par les opinions des docteurs, sont comme une feuille vierge, propre à recevoir tout ce que l'autorité publique y imprimera ».

### Locke et les sensualistes
John Locke reprend explicitement dans sa philosophie la théorie aristotélicienne et médiévale de la tabula rasa. Pour critiquer la thèse innéiste de Descartes, Locke formule en guise d'hypothèse l'idée que « l'âme est ce qu'on appelle une feuille blanche (white paper), vide de tous caractères, sans aucune idée, quelle qu'elle soit » pour se demander ensuite : « comment vient-elle à recevoir des idées ? ». À cela, il répond que toutes nos idées viennent de l'expérience, c'est-à-dire l'ensemble des « observations que nous faisons sur les objets extérieurs et sensibles, ou sur les opérations intérieures de notre âme, que nous apercevons et sur lesquelles nous réfléchissons nous-mêmes » et qui « fournissent à notre esprit les matériaux de toutes ses pensées ».
Si la réflexion de Locke vise explicitement à l'élimination par hypothèse de toute conception d'une idée existant dans l'entendement avant qu'elle soit passée par les sens, il faut pourtant remarquer que Locke emploie toujours le mot « idée » (idea) pour se référer à ce qui est perçu par l'entendement. Ainsi il parle d' « idée de sensation » et non pas de sensation ou de perception tout court.
Par ailleurs, dans sa théorie de l'éducation Locke revient sur l'originarité de la table rase en affirmant que chaque enfant est doué de caractères (characters) qui lui sont propres et dont il faut tenir compte si l'on veut que son éducation réussisse :
« Dieu a marqué les esprits des hommes de certains caractères, qui, comme les défauts de leurs corps, peuvent être légèrement amendés, mais qu'on ne saurait entièrement réformer et changer en caractères tout contraires. »
Cette dernière opinion n'était pas partagée par Condillac. Revenant à la formulation avicennienne, le philosophe sensualiste décrit le cerveau de l'enfant comme une « cire molle » qu'il s'agit d'imprégner par l'éducation. La même idée était très répandue parmi les autres philosophes matérialistes du XVIIIe siècle comme La Mettrie, Helvétius ou d'Holbach, bien que déclinée à chaque fois d'une manière différente. La Mettrie définit ainsi l'enfance comme « l'époque des remords » où les passions se gravent dans le cerveau « aussi fortement qu'un cachet dans une cire molle ». Helvétius emploie à son tour l'exemple de la cire, mais pour représenter l'impérissabilité des corps matériels dans l'univers : « La mort de nos corps n'est que de la matière qui va se revêtir de quelque forme nouvelle : les empreintes de la cire peuvent toujours varier, mais la cire demeure toujours la même ». D'Holbach enfin parle en se référant à l'influence du milieu social sur la pensée du cerveau humain comme n'étant que « cire molle, propre à recevoir toutes les impressions qu'on veut y faire ».

### Hume
Hume n'utilise pas directement dans ses écrits la métaphore de la table rase, mais il parle néanmoins d' « impressions » (métaphore typographique) pour définir ce qui frappe notre esprit de manière vive et violente et dont les idées ne sont que des pâles copies.

## Critiques
La table rase fut critiquée par Emmanuel Kant dans la Critique de la raison pure à la suite de Leibniz et ses Nouveaux Essais sur l'entendement humain. Kant y soutient la nécessité de l'existence de formes a priori de la sensibilité et de l'entendement (espace, temps et catégories) sans lesquelles on ne saurait expliquer les affections de la réceptivité. 
Leibniz, dans le Discours de Métaphysique, prend le parti de Platon (du Phédon) contre la tabula rasa aristotélicienne. Quoiqu'elle soit conceptuellement erronée, cette conception « empiriste » d'Aristote constituerait en effet le savoir du sujet sur la base d'une tablette vide. Or le De Anima, à travers l'exemple du morceau de cire, montre justement le contraire : de même que la cire a une plasticité, l'âme, est une capacité de recevoir : l'impression nécessite une activité impressive. 
La plupart des philosophes idéalistes vont suivre Kant sur ce point. Pour Fichte c'est l'activité du Moi (das Ich) qui pose son existence et ses affections, tandis que pour Hegel c'est le Soi (das Selbst) ou l'Esprit (der Geist) qui se fait lui-même dans l'histoire et qui produit ses manifestations sensibles.